# Mühlgasse 17 (Nördlingen)

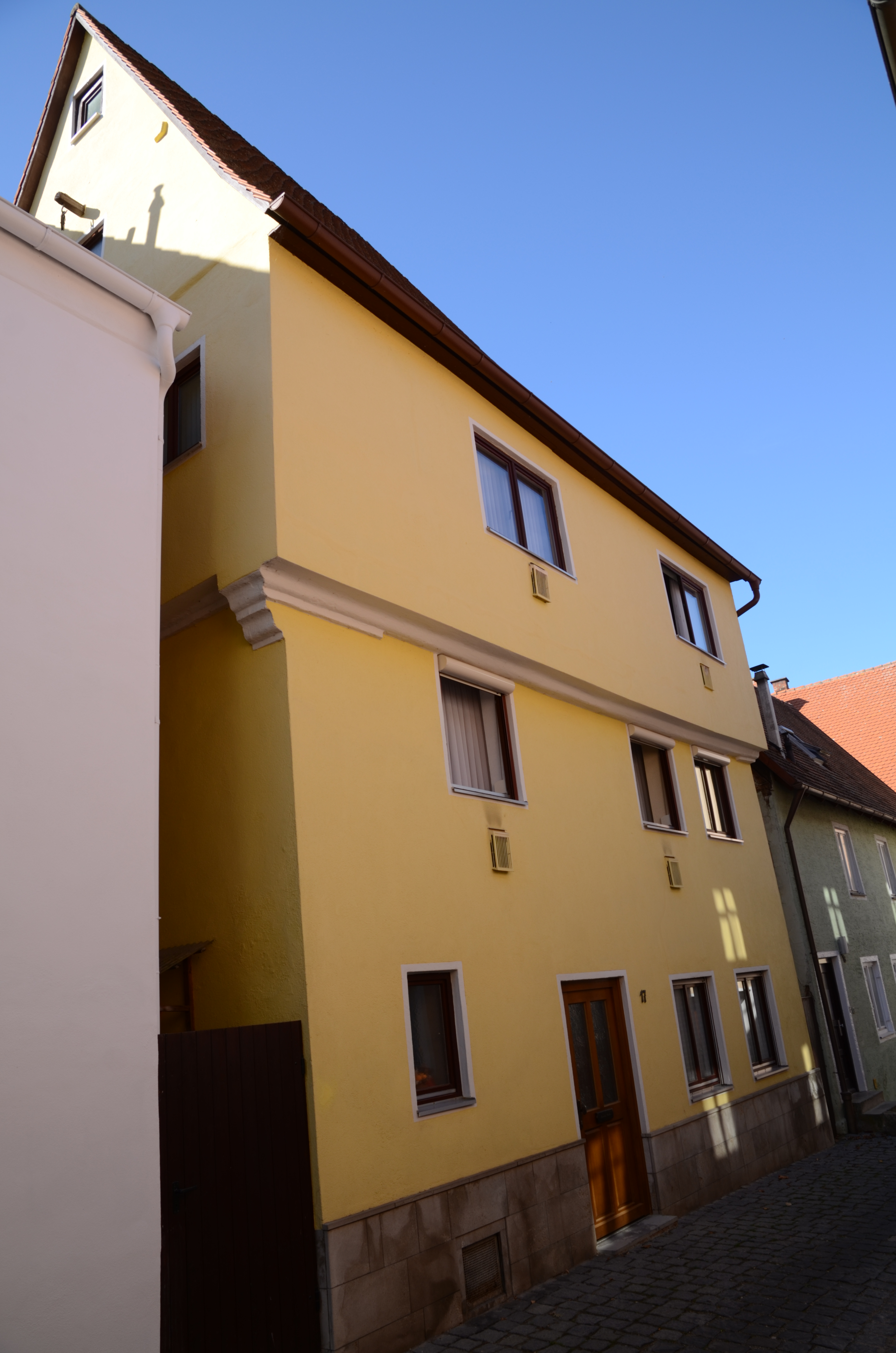
Fachwerkhaus Mühlgasse 17 in Nördlingen (2012)

Das Gebäude Mühlgasse 17 in Nördlingen, einer Stadt im schwäbischen Landkreis Donau-Ries in Bayern, wurde im Kern um 1600 errichtet. Das Fachwerkhaus ist ein geschütztes Baudenkmal.
Das ehemalige Handwerkerhaus eines Lodwebers ist ein traufständiger dreigeschossiger Satteldachbau. Das verputzte Haus hat ein zweites Obergeschoss in Fachwerkbauweise, das auskragt.  
Das Dachgerüst mit liegendem Stuhl und verzapften Holzverbindungen ist typisch für die Bauzeit. 
Eine Besonderheit ist der Hochkeller im südöstlichen Hausteil. 